# Euphyia callichlora
Euphyia callichlora là một loài bướm đêm trong họ Geometridae.